# Dockmann
Der Dockmann war in Teilen des Baltikums, zwischen dem 16. bis 19. Jahrhundert, und in einigen freien Städten (z. B. Riga seit 1589), gemäß der Stadtordnungen der Leiter der Bürgerversammlung. Er war zugleich der Vertreter und Wortführer der Bürger.

## Namensgebung
Seinen Namen hatte er von der Docke (eine kleine gedrungene Säule), auf dem eine kleine Statue  der Jungfrau Maria stand. Unter dieser hatte er bei Versammlungen seinen Platz und schlug diese mit einem Stab wenn er um Gehör bat oder zur Ordnung rief.

## Aufzeichnungen
In dem vierten Band der „Monumenta Livoniae Antiquae“, Riga und Leipzig, 1844, S. CCCXXIV. Bis CCCLV ist ein Verzeichnis der Ältermänner, Ältesten und Dockmänner der großen Gilde in Riga, der ersteren von 1520, der beiden letzteren von 1604 an bis zum Jahre 1843 abgedruckt worden[…]Das in den Monumenta abgedruckte Verzeichnis ist einem Buch entnommen, welches bei der großen Gilde in Riga verwahrt wird und auf dessen Titelseite  steht:

„Im Nahmen der Heiligen hochgelobten auch unzertheilten Dreyfaltigkeit. Anno 1656 bei Regirunge des Herrn Aeltermannes Eberhard Witte ist dieses Buch verfärtiget worden und sein darin geschrieben und verzeichenet die Herren Alterleute dieser grossen Gildetueben wie sie von Anno 1520 Einer nach dem Anderen regiret haben; gleichfalls die Herren Eltesten, wie auch Dockleute von Anno 1604, wie sie von Jahren zu Jahren in der Elsten Bänke gekohren; wann und umb welches Jahr ihrer etzlich auss der Bencke zu Rath gezhogen; wie auch umb welche Zeit sie in Gott dem Herrn sanfft und sähnlich entschlaffen“

## Aufgaben und Funktion des Dockmanns
Im baltischen Raum unterschieden sich die Bezeichnungen, Funktionen und Aufgaben für den Dockmann geringfügig, sie waren aber überall die Vertreter der Bürger:
- In Riga (Livland) war der Dockmann der alljährlich gewählte Vertreter einer Gilde zur Bürgerversammlung. Beschwerden und Anträge der Bürger wurden von ihm dem Ältermann der Gilde vorgetragen, der sie dann mit dem Ältesten dem Stadtrat vortrug (BPR[6]).
- In Dorpat (Livland) hatte jede Gilde zwei ehrenamtliche, auf Lebenszeit gewählte Dockmänner (BPR § 1099). Die beiden ältesten Dockmänner waren Mitglieder im Stadtkassakollegium (Steuer- und Finanzausschuss), alle vier Dockmänner waren Mitglieder beim Quartierkollegium[7]  (BPR I §§ 676, 681).
- In den estländischen Städten Walk, Fellin und Werro hieß der Vorstand der Zunft Dockmann (BPR II § 1109) auch sie wurden auf Lebenszeit gewählt. In Werro war der Dockmann Mitglied des Kassakollegins (Steuerverwaltung).
- In den übrigen estländischen und kurländischen Städten hießen sie Älteste.
- In Reval (Estland) wurden die Vertreter der Gilde als Wortführer (BPR II § 1120), gelegentlich auch mit Dockmänner (§ 1372) bezeichnet.

### Die Ältestenbank
Die Ältestenbank war ein Gremium der Kaufmannsgilde. Sie war ein wichtiges Glied der Selbstverwaltung, aus ihr wurden die kaufmännischen Glieder des Stadtrates gewählt. Darüber hinaus wurden aus ihm Mitglieder für die öffentliche Verwaltung entsandt, die in verschiedenen Kollegien und Administrationen mitarbeiteten. Sie wurde 1589 mittels eines Vertrages, dem sogenannten „Severinischen Kontrakt“ (weil er am Tage Severini (23. Oktober) geschlossen wurde) gegründet. Im Jahre 1604 erfolgte bezüglich der Aufgabenstellung eine Änderung.

### Der Dockmann
Gemäß diesem Vertrag leitete der Dockmann die Sitzung der Bürgerversammlung, wenn die Bürgerversammlung ohne Anwesenheit der Ältesten zusammentrat. Er war zugleich der Vertreter und Wortführer der Bürger. Das Wahlprozedere schrieb  vor, das von der Bürgerschaft drei Kandidaten vorgeschlagen werden mussten, aus dieser Vorschlagsliste wählte die Ältestenbank und der Rat auf einer gemeinsamen Sitzung und in persönlicher Abstimmung den Dockmann. Diese Wahl erfolgte jährlich in der Versammlung vor Michaelis (29. September). Seine Amtszeit begann aber erst von der nächsten Fastnachtsversammlung an. Der Vorgänger des neugewählten Dockmanns wurde  Nachfolger der ersten vakanten Stelle in der Ältestenbank. Im Jahre 1723 erfolgte eine Änderung zu den Wahlkandidaten, dort hieß es nun: „Während die kaufmännischen Glieder des Rats früher nicht bloß aus den Ältesten, sondern auch aus den übrigen Bürgern gewählt wurden, beschloss der Rat am 22. April 1723, die Wahl nicht gelehrten Glieder nur aus der Ältestenbank und den Dockmännern der großen Gilde vorzunehmen und eröffnete diesen Beschluss am 18. September 1723 einer im Ratssaal erschienenen Deputation der Ältestenbank. Seitdem ist dies so geblieben und zum ausdrücklichen Gesetz geworden“.

#### Neue Stadtverfassung von Riga
1787 wurde in Riga eine neue Stadtverfassung eingeführt, die die Beschränkung der Macht auf die traditionellen drei „Stände“ (Magistrat, Große Gilde und Kleine Gilde) überwand und breiteren Kreisen der Bürgerschaft ein Mitspracherecht eröffnete. Nach der neuen Verfassung wurden die Einwohner von Riga, ungefähr 30 000, wie nachstehend in Bürgerklassen eingeteilt und das Amt des Dockmann neu bewertet.

#### Bürgerklassen
1. Klasse: Die eigentlichen Stadteinwohner, die in der Regel in der Stadt ein Haus oder ein anderes Gebäude oder ein Stück Land besaßen.
2. Klasse: Die drei Gilden, sie unterteilen sich wiederum in die, welche ein Kapital von 10 000 Rubel oder mehr angaben, wer ein Kapital von 5 000 bis 10 000 Rubel angab und schließlich in die,  welche ein Kapital von 1 000 bis 5 000 Rubel angaben.
3. Klasse:  Die Zünfte, für welche eine erneuerte und zu ihrem Vorteil eingerichtete Handwerksordnung gegeben wurde.
4. Klasse: Sind die Fremden oder alle diejenigen Personen aus anderen russischen Städten, wie auch aus fremden Ländern, welche sich ihres Gewerbes oder Arbeit oder anderer bürgerlicher Geschäfte wegen dort aufhielten.
5. Klasse: Sind die namhaften Bürger, zu denen alle Großhändler, Kapitalisten, Bankiers, Reeder, dergleichen alle privilegierten Gelehrte die von der Bürgerschaft zu einem Stadtdienst gewählt wurden, gehörten.
6. Klasse: Die Beisassen, die sich von irgendeinem ehrlichen Gewerbe in der Stadt nähren und gleichwohl zu keiner der übrigen Klassen gehörten.
Der Dockmann war ab nun ausschließlich der Vorsitzende einer Gilde, deren Mitglieder zur 2. Bürgerklasse gehörten.